# Puntuació
La puntuació és un grup de grafies sense cap unitat fonètica associada. Afecten la sintaxi o la morfologia, o totes dues coses, de la tira fònica, a les quals s'associen, marcant pauses, entonacions o incisos d'una frase.

## Signes de puntuació més usuals
- L'espai tipogràfic
- El punt
- La coma
- El punt-i-coma
- L'apòstrof
- L'accent
- La dièresi
- El parèntesi
- El claudàtor
- El guió
- El punt d'interrogació
- El punt d'exclamació
- El punt doble